# Bruce Leven

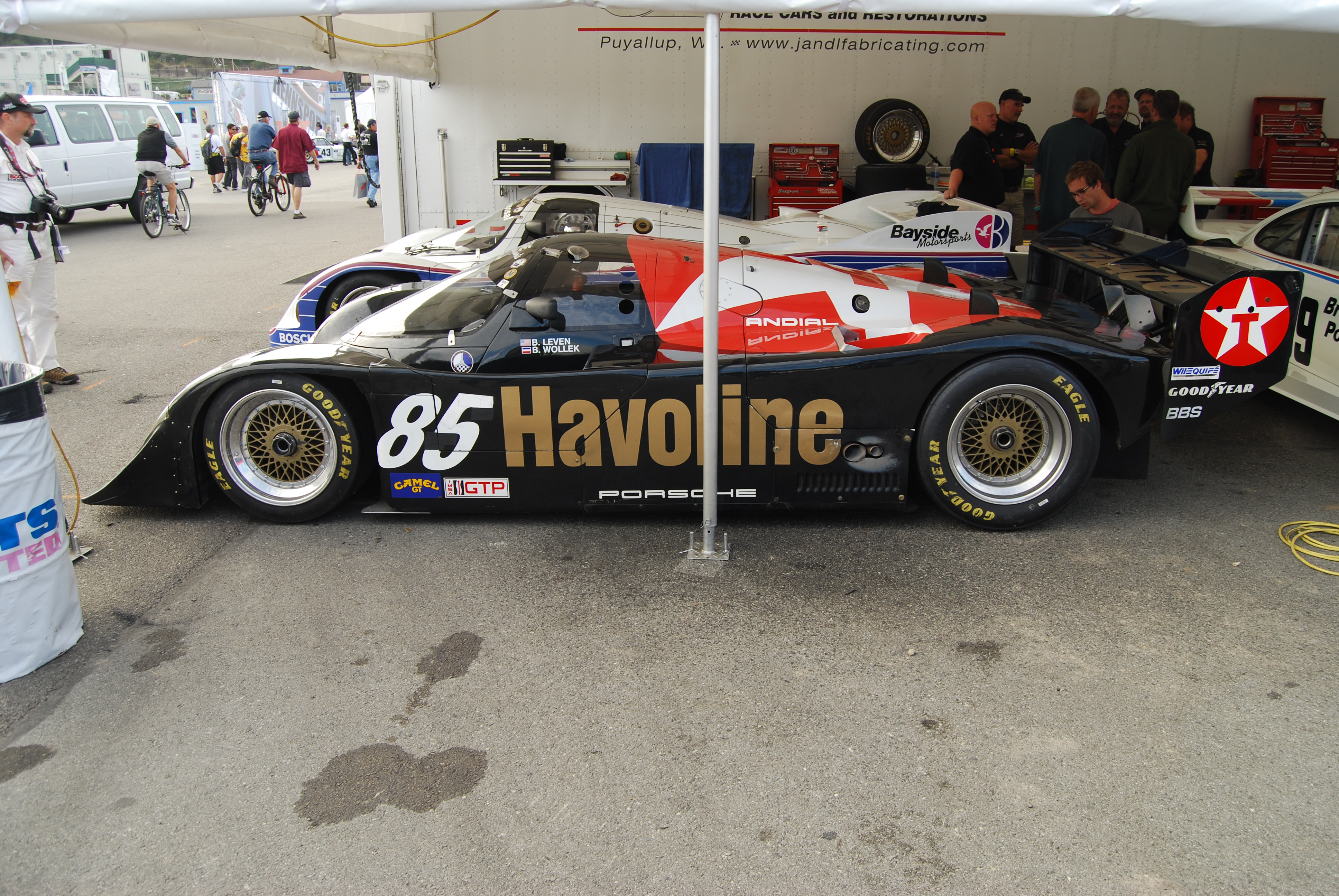
Der Bayside Motorsport Porsche 962C von Bruce Leven

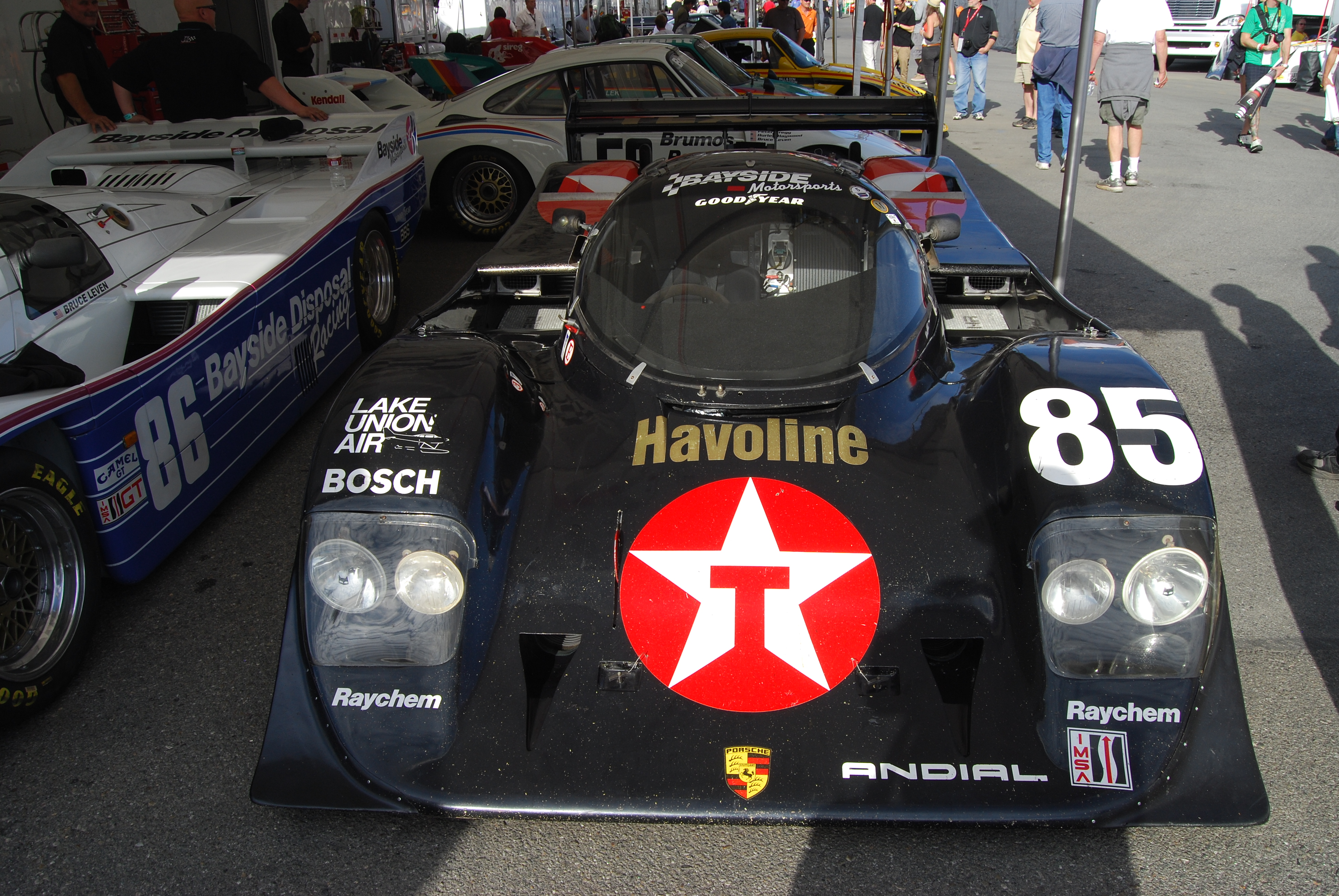
Vorderansicht

Bruce Leven (* 27. September 1945 in Seattle; † 15. September 2017 ebenda) war ein US-amerikanischer Autorennfahrer, Rennstallbesitzer und Unternehmer.

## Unternehmer
Bruce Leven war als vielseitiger Unternehmer erfolgreich. 1964 gründete in seiner Heimatstadt Seattle ein Müllentsorgungsunternehmen das in den 1980er-Jahren über 400 Entsorgungsfahrzeugen an zehn Standorten im Bundesstaat Washington verfügte. 1987 verkaufte er seine Bayside Disposal Company Inc. für 60 Millionen US-Dollar. Trotz der hohen Summe bereute Leven den Verkauf seines Unternehmens und wollte wieder ins Entsorgungsgeschäft einsteigen. Eine Klausel im Kaufvertrag untersagte ihm jedoch derlei Aktivitäten im Bundesstaat. Ein Schiedsgericht schaffte eine Einigung und Leven konnte wieder ins Geschäft einstiegen. Er erwarb die Great Falls Company aus Great Falls in Montana mit Erlaubnis des Käufers seines alten Unternehmens.
Neben dem Entsorgungsgewerbe war er ab 1987 auch im Fahrzeughandel tätig und vertrieb in der Puget-Sound-Region Fahrzeuge der Marken Porsche, Saab, Jeep und Toyota.

## Motorsport
Bruce Leven begann seine Rennaktivitäten in den späten 1970er-Jahren. Ausgestattet mit Finanzkraft und um unabhängig zu sein gründete der mit Bayside Motorsport ein eigens Rennteam, das fast ausschließlich Rennfahrzeuge der Marke Porsche einsetzte. Sein erstes Rennfahrzeug war ein Porsche 934, darauf folgte ein Porsche Carrera RS, den er von Peter Gregg erwarb. 1979 folgte ein Porsche 935. Mit diesem Fahrzeugen ging er mit zunehmenden Erfolg in der Trans-Am-Serie an den Start. Leven bestritt Rennen ausnahmslos in Nordamerika und feierte dennoch einen großen internationalen Erfolg, da er 1981 gemeinsam mit Hurley Haywood und Al Holbert das zur Sportwagen-Weltmeisterschaft zählende 12-Stunden-Rennen von Sebring gewinnen konnte. 
Nach dem wenig erfolgreichen Versuch mit dem Lola T600 mit Porsche-Motor in der IMSA-GTP-Serie 1983, folgten Erfolge als Teamchef mit Porsche 962-Chassis und Fahrern wie Bob Wollek, Paolo Barilla, Scott Pruett, Jochen Mass, Bobby Rahal, Klaus Ludwig und Hans-Joachim Stuck Ende der 1980er-Jahre. 1987 (Mass und Rahal) und 1988 (Ludwig und Stuck) konnte die Rennmannschaft zweimal in Folge das 12-Stunden-Rennen von Sebring gewinnen.
Sowohl als Fahrer als auch als Teamchef beendete Leven seine Motorsportaktivitäten und verkaufte seinen Rennstall. Als Fahrer erzielte er bei 92 Starts einen Gesamt- und einen Klassensieg sowie insgesamt sieben Podiumsplatzierungen.

## Statistik

### Sebring-Ergebnisse
| Jahr | Team                    | Fahrzeug        | Teamkollege | Teamkollege    | Platzierung | Ausfallgrund |
| ---- | ----------------------- | --------------- | ----------- | -------------- | ----------- | ------------ |
| 1980 | Bayside Disposal Racing | Porsche 935/77A | Peter Gregg | Hurley Haywood | Rang 10     |              |
| 1981 | Bayside Disposal Racing | Porsche 935/80  | Al Holbert  | Hurley Haywood | Gesamtsieg  |              |
| 1982 | Bayside Disposal Racing | Porsche 935/80  | Al Holbert  | Hurley Haywood | Rang 5      |              |
| 1986 | Bayside Disposal Racing | Porsche 962     | Bob Wollek  | Paolo Barilla  | Ausfall     | Motorschaden |